# Stella di Miranda
La Stella di Miranda o Stella cometa di Miranda è un monumento industriale costituito da 80 corpi luminosi sul versante NO del monte Miranda, sulla cui cima sorge il borgo medievale di Miranda, frazione della città di Terni.
Accesa durante il periodo natalizio, domina tutta Terni e la conca ternana ed è visibile da chilometri di distanza anche al di fuori della stessa.
È stata progettata dal geometra Luciano Porrazzini, esperto di topografia ed amante della montagna ternana.
La prima accensione risale all'8 dicembre 1990

## Caratteristiche e numeri
Le luci sono disseminate con accuratezza in modo da dare vita ad una sagoma luminosa a forma di stella cometa, con le seguenti caratteristiche:
- 80 punti luce
- 105 metri di diametro
- 350 metri di coda
- 30.000 metri quadri di occupazione di suolo totale
- 9 chilometri di cavi elettrici

## Accensione ed eventi connessi
Viene accesa ogni anno la sera dell'8 dicembre (Immacolata concezione) e resta accesa fino alla sera del 6 gennaio (Epifania). La prima accensione risale all'8 dicembre 1990. La stella di Miranda è di proprietà del comune di Terni e gestita dalla pro-loco Miranda. Ogni 8 dicembre si svolgono eventi connessi all'accensione della cometa: nel pomeriggio una fiaccolata che parte dal borgo di Miranda arriva fino alla piazza del municipio di Terni accolta dal sindaco e dalle massime istituzioni politiche regionali. Si procede poi con l'accensione di un braciere e il sindaco di Terni accende ufficialmente la stella di Miranda, seguito da un brindisi benaugurante.

### Stella d'oro
In attesa dell'arrivo della fiaccolata viene effettuato a Palazzo Spada (sede del comune di Terni) il conferimento della "Stella d'oro". Il cerimoniale consiste nella consegna di un riconoscimento a chi, nell'anno corrente, si è distinto nel sociale, nella solidarietà e nella cultura; riconoscimento consegnato anche a Papa Giovanni Paolo II e Rita Levi Montalcini.